# Szejeno
Szejeno (ros. Шеено) – wieś (ros. деревня, trb. dieriewnia) w zachodniej Rosji, na  malejewskim osiedlu wiejskim w rejonie krasninskim (obwód smoleński).

## Geografia
Miejscowość położona jest nad Jelenką, 21 km od najbliższego przystanku kolejowego (481 km), 1 km od granicy z Białorusią, przy drodze rejonowej 66N-1105 (Bolszaja Dobraja – Pawłowo – Zwierowiczi – Szejeno), 2 km od drogi rejonowej 66N-1106 (Zwierowiczi / 66N-1105 – Lubaniczi – Wasilewiczi), 25 km od drogi magistralnej M1 «Białoruś», 12 km od drogi rejonowej 66A-3 (Krasnyj – granica z Białorusią / Lady), 19 km od centrum administracyjnego osiedla wiejskiego (Malejewo), 16 km od centrum administracyjnego rejonu (Krasnyj), 62,5 km od Smoleńska.
W granicach miejscowości znajduje się ulica Prigranicznaja (12 posesji).

## Demografia
W 2010 r. miejscowość zamieszkiwało 15 osób.

## Historia
W czasie II wojny światowej od lipca 1941 roku wieś była okupowana przez hitlerowców. Wyzwolenie nastąpiło we wrześniu 1943 roku.
Uchwałą z dnia 25 maja 2017 roku w skład jednostki administracyjnej Malejewskoje weszły wszystkie miejscowości (w tym Szejeno) osiedla wiejskiego Pawłowskoje.